# Yu Hai
Yu Hai  (chin. upr. 于海, chin. trad. 於海, pinyin Yú Hǎi; ur. 4 czerwca 1987 w Luoyang) – chiński piłkarz występujący na pozycji pomocnika. Zawodnik klubu Shanghai SIPG.

## Kariera klubowa
Yu zawodową karierę rozpoczynał w 2004 roku w zespole Shanghai International z Chinese Super League. W tych rozgrywkach zadebiutował w sezonie 2004. Rozegrał wówczas 21 ligowych spotkań. W tamtym sezonie zajął z zespołem 4. miejsce w lidze. W sezonie 2006 Shanghai International nosił nazwę Xi’an Chanba International.
Na początku 2007 roku Yu podpisał kontrakt z holenderskim SBV Vitesse. W Eredivisie zadebiutował 18 marca 2007 roku w przegranym 0:2 meczu z Utrechtem. Barwy Vitesse reprezentował przez 1,5 roku. W tym czasie rozegrał tam 10 ligowych spotkań.
W 2008 roku wrócił do Xi’an Chanba International, noszącego nazwę Guizhou Renhe. W tym samym roku zajął z nim 5. miejsce w Chinese Super League. W 2015 przeszedł do Shanghai SIPG.

## Kariera reprezentacyjna
W reprezentacji Chin Yu zadebiutował 4 czerwca 2009 roku w przegranym 1:4 towarzyskim meczu z Arabią Saudyjską.
W 2011 roku został powołany do kadry na Puchar Azji 2011, a w 2015 na Puchar Azji 2015.